# Mato Jajalo
Mato Jajalo es un futbolista bosnio que juega de centrocampista en el Venezia Football Club de la Serie A de Italia y en la selección de fútbol de Bosnia y Herzegovina. También jugó en las categorías inferiores de la selección de fútbol de Croacia.

## Carrera
Jajalo comenzó su carrera deportiva en el Slaven Belupo y desde 2006 hasta 2009 fue jugador de su primer equipo.

### Siena
En 2009 fue fichado por el Siena por unos dos millones. Aquí debutó en la Serie A, pero no tuvo demasiado protagonismo.

### Colonia
En el año 2010 se marchó cedido al FC Colonia, donde jugó 33 partidos y marcó dos goles. En junio de 2011 el Colonia fichó a Jajalo en propiedad. En la siguiente temporada volvió a jugar 33 partidos marcando cinco goles, sin embargo, la siguiente temporada apenas jugó con el club, motivo por el cual fue cedido al FK Sarajevo para el año 2014.

### Rijeka
El 24 de junio de 2014 firmó un contrato con el HNK Rijeka, equipo con el que llegó a disputar la UEFA Europa League. Sin embargo, sus problemas indisciplinarios enturbiaron su relación con el club.

### Palermo
En enero de 2015 firmó un contrato de cuatro años de duración con el US Città di Palermo, llegando libre al club italiano.

### Udinese
Tras cuatro años en Palermo, el 11 de junio de 2019 Udinese Calcio hizo oficial su incorporación hasta 2022.

## Clubes
- Slaven Belupo (2007-2009)
- AC Siena (2009-2011)
- FC Colonia (2010-2011) (cedido)
- FC Colonia (2011-2014)
- FK Sarajevo (2014) (cedido)
- HNK Rijeka (2014-2015)
- US Città di Palermo (2015-2019)
- Udinese Calcio (2019-2022)
- Venezia Football Club (2022- )